# RS-436
Pour les articles homonymes, voir Route 436.
La RS 436 est une route locale du Centre-Est de l'État du Rio Grande do Sul, qui relie la BR-287, sur le territoire de la municipalité de Tabaí, à la commune de Taquari. Elle dessert ces deux seules villes, et est longue de 12 km.